# Bộ Tâm (心)
Bộ Tâm, bộ thứ 61 có nghĩa là "tim" là một trong 34 bộ có 4 nét trong số 214 bộ thủ Khang Hy.
Trong Từ điển Khang Hy, có 1.115 chữ (trong số 40.000 chữ) được tìm thấy chứa bộ này.
Ở vị trí bên trái, bộ Tâm còn được viết là 忄 gồm 3 nét gọi là Tâm đứng.

## Tự hình Bộ Tâm (心)

Kim văn
Đại triện
Tiểu triện

## Chữ thuộc Bộ Tâm (心)
| Số nét bổ sung | Chữ |
| -------------- | --- |
| 0              | 心/tâm/ 忄/tâm/ |
| 1              | 必/tất/ 忆/ức/ |
| 2              | 忇 忈 忉 忊 |
| 3              | 忋 忌 忍 忎 忏 忐 忑 忒 忓 忔 忕 忖 志 忘 忙 忚 忛 応 |
| 4              | 忝 忞 忟 忠 忡 忢 忣 忤 忥 忦 忧 忨 忩 忪 快 忬 忭 忮 忯 忰 忱 忲 忳 忴 念 忶 忷 忸 忹 忺 忻 忼 忽 忾 忿 怀 态 怂 怃 怄 怅 怆                                                                |
| 5              | 怇 怈 怉 怊 怋 怌 怍 怎 怏 怐 怑 怒 怓 怔 怕 怖 怗 怘 怙 怚 怛 怜 思 怞 怟 怠 怡 怢 怣 怤 急 怦 性 怨 怩 怪 怫 怬 怭 怮 怯 怰 怱 怲 怳 怴 怵 怶 怷 怸 怹 怺 总 怼 怽 怾 怿                   |
| 6              | 恀 恁 恂 恃 恄 恅 恆 恇 恈 恉 恊 恋 恌 恍 恎 恏 恐 恑 恒 恓 恔 恕 恖 恗 恘 恙 恚 恛 恜 恝 恞 恟 恠 恡 恢 恣 恤 恥 恦 恧 恨 恩 恪 恫 恬 恭 恮 息 恰 恱 恲 恳 恴 恵 恶 恷 恸 恹 恺 恻 恼 悔    |
| 7              | 恽 恾 恿 悀 悁 悂 悃 悄 悅 悆 悇 悈 悉 悊 悋 悌 悍 悎 悏 悐 悑 悒 悓 悕 悖 悗 悘 悙 悚 悛 悜 悝 悞 悟 悠 悡 悢 患 悤 悥 悦 悧 您 悩 悪 悫 悬 悭 悮 悯                                        |
| 8              | 悰 悱 悲 悳 悴 悵 悶 悷 悸 悹 悺 悻 悼 悽 悾 悿 惀 惁 惂 惃 惄 情 惆 惇 惈 惉 惊 惋 惌 惍 惎 惏 惐 惑 惒 惓 惔 惕 惖 惗 惘 惙 惚 惛 惜 惝 惞 惟 惠 惡 惢 惣 惤 惥 惦 惧 惨 惩 惪 惫 惬 惭 惮 |
| 9              | 惯 惰 惱 惲 想 惴 惵 惶 惷 惸 惹 惺 惻 惼 惽 惾 惿 愀 愁 愂 愃 愄 愅 愆 愇 愈 愉 愊 愋 愌 愍 愎 意 愐 愑 愒 愓 愔 愕 愖 愗 愘 愙 愚 愛 愜 愝 愞 感 愠 愡 愢 愣 愤 愥 愦 慨                   |
| 10             | 愧 愨 愩 愪 愫 愬 愭 愮 愯 愰 愱 愲 愳 愴 愵 愶 愷 愸 愹 愺 愻 愼 愽 愾 愿 慀 慁 慂 慃 慄 慅 慆 慇 慈 慉 慊 態 慌 慍 慎 慏 慐 慕                                                             |
| 11             | 慑 慒 慓 慔 慕 慖 慗 慘 慙 慚 慛 慜 慝 慞 慟 慠 慡 慢 慣 慤 慥 慦 慧 慩 慪 慫 慬 慭 慮 慯 慰 慱 慲 慳 慴 慵 慶 慷 慸 慹 慺 慻 慼 慽 慾 慿 憀 憁 憃 憄 憅 憆 憇 憎                            |
| 12             | 憂 憈 憉 憊 憋 憌 憍 憏 憐 憑 憒 憓 憔 憕 憖 憗 憘 憙 憚 憛 憜 憝 憞 憟 憠 憡 憢 憣 憥 憦 憧 憨 憩 憪 憫 憬 憭 憮 憯 憰 憱 憲 憳                                                             |
| 13             | 憤 憴 憵 憶 憷 憸 憹 憺 憻 憼 憽 憾 憿 懀 懁 懂 懃 懄 懅 懆 懇 懈 應 懊 懋 懌 懍 懎 懏 懐 懑 懒 懓 懔 懕 懖                                                                                  |
| 14             | 懗 懘 懙 懚 懛 懜 懝 懞 懟 懠 懡 懢 懣 懤 懥 懦 懧 懨 懩 懪 懫 懬 懭 懮 懯 懰 懱 懲 |
| 15             | 懳 懴 |
| 16             | 懵 懶 懷 懸 |
| 17             | 懹 懺 懻 |
| 18             | 懼 懽 懾 懿 |
| 19             | 戀 戁 戂 |
| 20             | 戃 戄 |
| 21             | 戅 戆 |
| 24             | 戇 |